# JR東日本の車両形式
JR東日本の車両形式（ジェイアールひがしにほんのしゃりょうけいしき）は、東日本旅客鉄道（JR東日本）に在籍する、あるいは在籍した鉄道車両の一覧である。

## 現在の所属車両

### 新幹線電車
- 営業用
  - E2系
  - E3系
  - E5系
  - E6系
  - E7系
  - E8系
- 事業用
  - E926形（電気・軌道総合検測車）
  - E956形（高速試験車）

### 蒸気機関車
- C57形 - 180号機
- C58形 - 239号機[注 1]
- C61形 - 20号機
- D51形 - 498号機

### 電気機関車
- 直流用
  - EF64形
  - EF65形
- 交直両用
  - EF81形
- 交流用
  - ED75形

### ディーゼル機関車
- DD14形[注 2]
- DD51形
- DE10形

### 電車
- 旧形営業用
  - 直流用
    - クモハ12形[注 2]
- 特急形
  - 直流用
    - 157系[注 2]
    - 185系
    - 253系
    - 255系
    - E257系
    - E259系
    - E261系
    - E353系

  - 交直両用
    - 583系[注 2]
    - 651系[注 3]
    - E653系
    - E655系
    - E657系

  - 交流用
    - E751系
- 近郊形
  - 直流用
    - 211系
    - E217系

  - 交流用
    - 719系
- 通勤形
  - 直流用
    - E127系
    - 201系[注 2]
    - 205系
    - 209系

  - 交直両用
    - E501系

  - 交流用
    - 701系
- 一般形
JR東日本ではE231系で初めて通勤形と近郊形の形式上の区別を廃止し[1]、一般形に区分している。
  - 直流用
    - E129系
    - E131系
    - E231系
    - E233系[注 4]
    - E235系

  - 交直両用
    - E531系[注 5]

  - 交流用
    - E721系

  - 直流用蓄電池式
    - EV-E301系

  - 交流用蓄電池式
    - EV-E801系
- 事業用
  - 交直両用
    - E491系（電気・軌道総合検測車）
    - E493系（牽引車）

  - 燃料電池式
    - FV-E991系（技術開発試験車）

### 気動車
- 一般形
  - 液体式
    - キハ40系
    - キハ100系
    - キハ103形
    - キハ110系
    - キハE120形
    - キハE130系

  - 電気式
    - GV-E400系

  - ハイブリッド
    - キハE200形
    - HB-E210系
    - HB-E220系
    - HB-E300系
- 事業用
  - 液体式
    - キヤE193系（電気・軌道総合検測車）
    - キヤE195系（レール輸送用）

  - 電気式
    - GV-E197系（バラスト輸送・撒布用）

### 電気・ディーゼル両用（EDC方式）車両
- E001形

### 客車
- 御料車（全車保留車）
  - 1号
  - 2号
  - 3号
  - 14号
- 供奉車（全車保留車）
  - 330号
  - 340号
  - 460号
  - 461号
- 旧形営業用
  - オハ47形
  - オハニ36形
  - スハフ32形
  - スハフ42形
- 特急形
  - 24系
  - E26系
- 急行形
  - 12系
- 一般形
  - 50系[注 6]

### 貨車
- ホッパ車
  - ホキ800形（バラスト輸送用）

## 導入予定車両
- E10系電車[3]
東北新幹線向けに導入予定の新幹線電車。2027年秋以降に走行試験を行い、2030年度の営業運転開始を目指す。
10両編成で、「はこビュン」など荷物輸送に対応した設備を設ける。また「『TRAIN DESK』を発展させたサービス」として、座席間のパーテーション設置や背面テーブルの大型化などを実施した2+2配列の座席を新設する。
外装デザインはイギリスのtangerineが担当しており、濃緑色（イブニングエルム）をベースに明るい緑色（津軽グリーン）を帯として配したものとなる。
安全面では、地震時に列車の揺れを抑えるダンパーを取り付けるとともに、制動距離はE5系よりも15%短くする。検測装置も搭載し、営業列車を走らせながら軌道の状況データを収集する[4]。

## 過去の所属車両

### 新幹線電車
- 営業用
  - 200系
  - 400系
  - E1系
  - E4系
- 事業用
  - 921形（軌道検測車）
  - 925形（電気検測車）
  - 952形（高速試験車）
  - 953形（高速試験車）
  - E954形（高速試験車）
  - E955形（高速試験車）

### 電気機関車
- 直流用
  - EF55形
  - EF58形
  - EF60形
  - EF62形
  - EF63形
- 交直両用
  - EF510形
- 交流用
  - ED77形
  - ED78形
  - EF71形

### ディーゼル機関車
- DD15形（除雪用）
- DD16形
- DD17形（除雪用）
- DD18形（除雪用）
- DD19形（除雪用）
- DD53形（除雪用）
- DE11形
- DE15形（除雪用）

### 電車
- 旧形営業用
  - 直流用
    - クモハ40形
- 旧形事業用
  - 直流用
    - クモヤ90形（牽引車）

  - 交直両用
    - クモヤ441形（牽引車）
    - クヤ497形（粘着試験車）

  - 交流用
    - クモヤ740形（牽引車）
- 特急形
  - 直流用
    - 183系
    - 189系
    - 251系
    - E351系

  - 交直両用
    - 481系
    - 483系
    - 485系
    - 489系
- 急行形
  - 直流用
    - 165系
    - 167系
    - 169系

  - 交直両用
    - 451系
    - 453系
    - 455系
    - 457系
- 近郊形
  - 直流用
    - 113系
    - 115系
    - 123系
    - 215系

  - 交直両用
    - 401系
    - 403系
    - 415系
    - 417系

  - 交流用
    - 715系
    - 717系
- 通勤形
  - 直流用
    - 101系
    - 103系
    - 105系
    - 107系
    - 203系
    - 207系
    - 301系
    - 901系
- 一般形
  - 直流用
    - E331系
- 事業用
  - 直流用
    - 143系（牽引車）
    - 145系（牽引車・配給車）
    - 193系（電気検測車）
    - E993系（技術開発試験車）

  - 交直両用
    - 443系（電気検測車）
    - E991系（技術開発試験車）

  - 交流用
    - クモヤ743形（牽引車）

  - 直流用蓄電池式
    - クモヤE995形（技術開発試験車）

### 気動車
- 急行形
  - 液体式
    - キハ58系
- 一般形
  - 液体式
    - キハ20系
    - キハ35系
    - キハ37形
    - キハ38形
    - キハ45系
    - キハ141系
- 事業用
  - 液体式
    - キヤ191系（電気検測車）

  - ハイブリッド
    - キヤE991形（技術開発試験車）

### 客車
- 旧形営業用
  - ナハフ11形（回送用控車）
  - オハフ33形
  - スロ81形
  - スロフ81形
  - マニ36形（回送用控車）
- 旧形事業用
  - コヤ90形（建築限界測定車）
  - オヤ31形（建築限界測定車）
  - スエ78形（救援車）
- 特急形
  - 14系
  - 20系
- オリエント・エクスプレス '88
オリエント・エクスプレス '88の日本運行時、7形式11両の客車がJR東日本へ一時的に車籍編入された。
  - LX16（個室寝台車） - 3472A・3480A・3487A・3542A・3573A
  - LX20（個室寝台車） - 3551A
  - YU（スタッフ用寝台車） - 3909A
  - WR（食堂車・プレジデンシャル） - 3354D
  - WSR（プルマン・カー/食堂車） - 4158DE
  - ARP（バー・サロン車） - 4164E
  - D（荷物車） - 1286M
- 事業用
  - マヤ34形（高速軌道検測車）

### 貨車
- 有蓋車
  - ワム60000形
  - ワム80000形
  - ワキ10000形（カートレイン用）
- 無蓋車
  - トラ70000形
  - トラ90000形
- 長物車
  - チ1000形
  - チキ5200形（レール輸送用）
  - チキ5500形（レール輸送用）
  - チキ6000形（レール輸送用）
  - チキ7000形（レール輸送用）
- 車掌車
  - ヨ3500形
  - ヨ5000形
  - ヨ8000形
- 検重車
  - ケ10形
- 操重車
  - ソ80形
  - ソ300形